# Pizzo d'Evigno (area protetta)
Pizzo d'Evigno è un sito di interesse comunitario della Regione Liguria. Designato anche come Zona Speciale di Conservazione, tutela un'area di 2198 ettari.

## Territorio

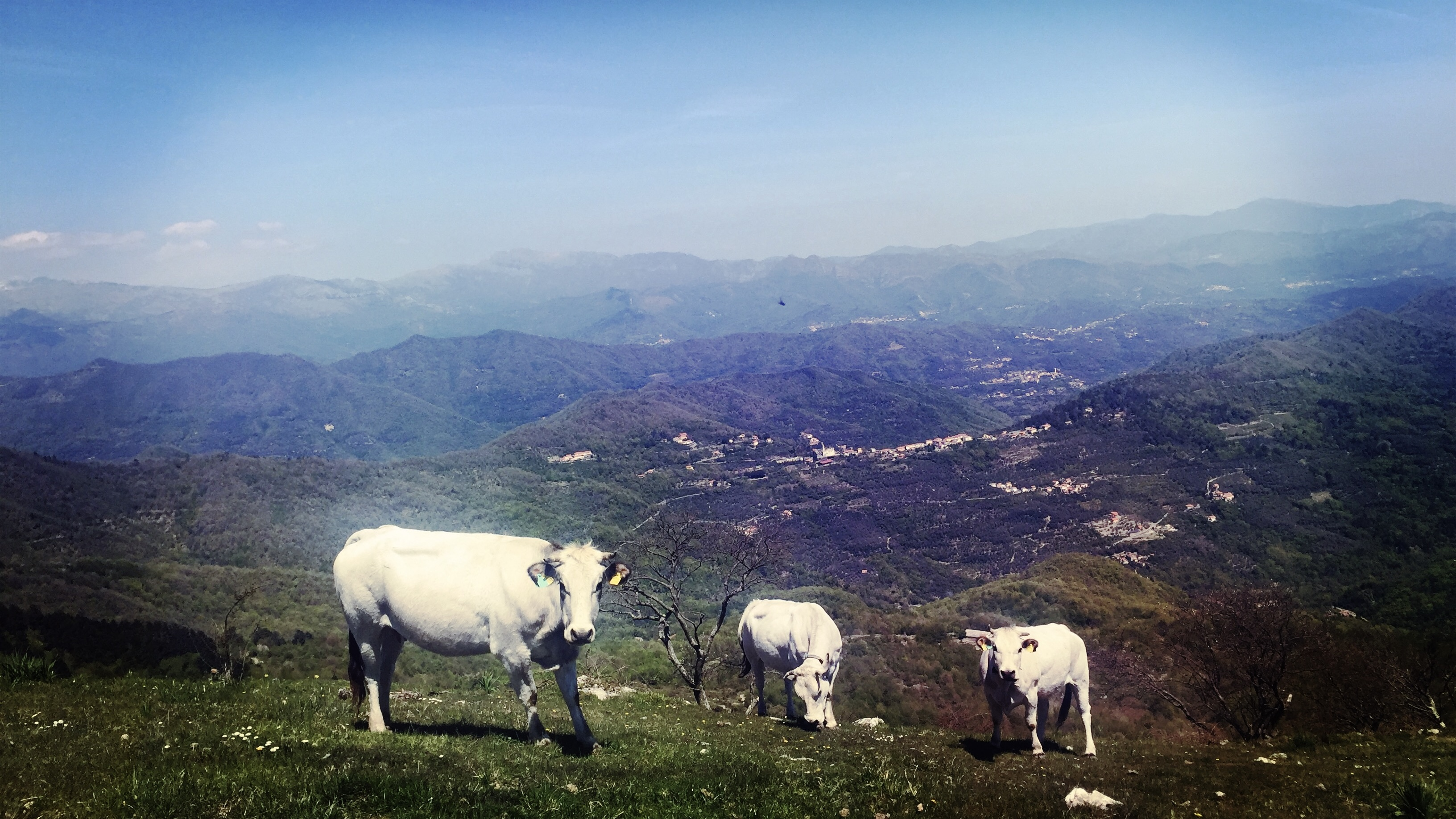
Bovini al pascolo nell'area protetta

Il sito copre 2.198 ettari posti a cavallo del crinale Merula/Impero e alla testata delle brevi vallate dello Steria e del San Pietro, anch'esse tributarie del vicino Mar Ligure. La zona sud-occidentale dell'area protetta ricade nella Provincia di Imperia mentre la parte nord-orientale si trova in quella di Savona. Prende il nome dal Pizzo d'Evigno, la montagna più alta della zona. Anche il vicino Monte Ceresa, di poco più basso, fa parte della ZSC. Data la conformazione orografica sono molto apprezzati i panorami offerti dalle zone più elevate dell'area protetta e, in particolare, la vista dalla cima del Pizzo d'Evigno. 
Da un punto di vista litologico nella zona prevalgono rocce sedimentarie riconducibili alla successione del flysch di Sanremo (Unità Sanremo-Monte Saccarello).

## Flora

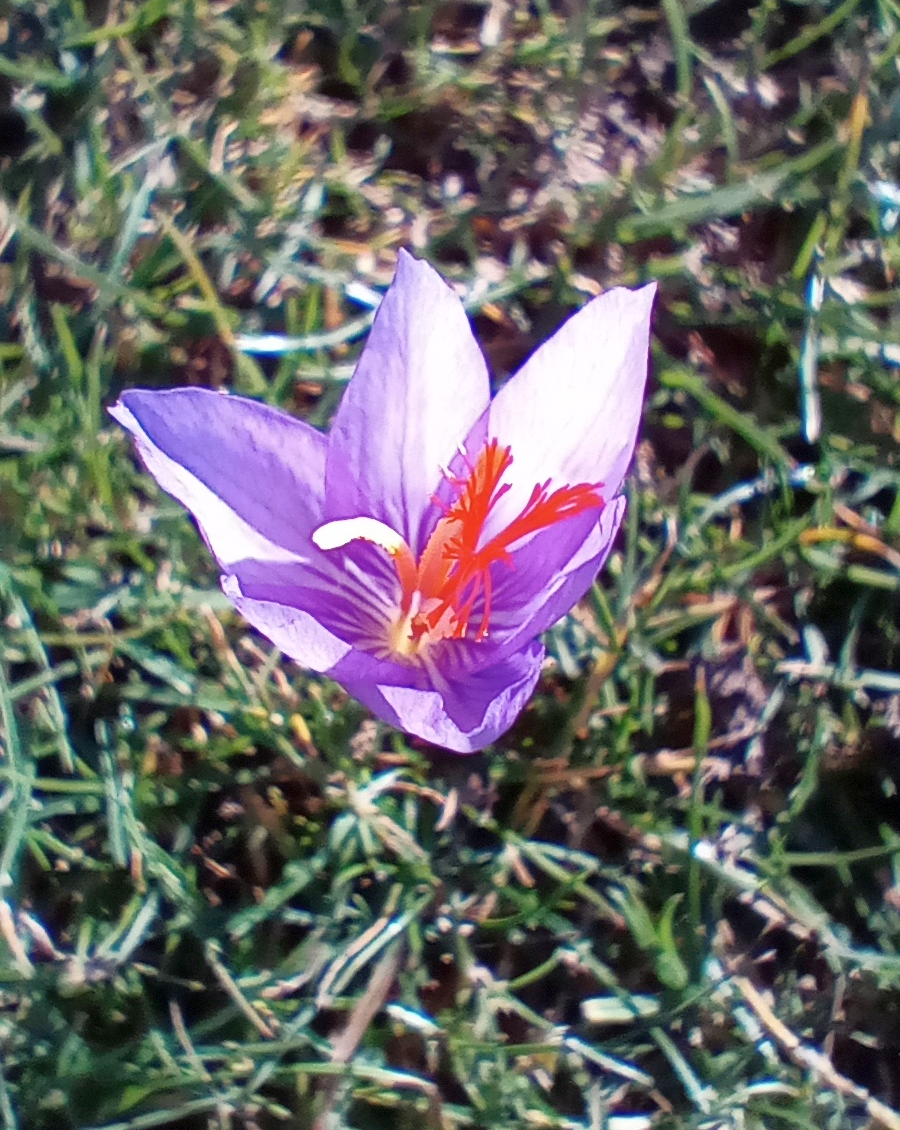
Crocus ligusticus

Il sito tutela un'area di crinale con estese formazioni erbacee, in parte derivate dall'uso della zona per il pascolamento del bestiame (tuttora praticato) e la fienagione. Queste aree prative caratterizzano in particolare i versanti meridionali dello spartiacque, mentre quelli esposti a nord sono in prevalenza ricoperti da vegetazione arborea e arbustiva. Tra le specie vegetali rilevante è la grande varietà di orchidee, con la presenza di circa venti diverse specie.  Tra queste si possono ricordare parecchie ofiridi, tra le quali Ophrys apifera, Ophrys fusca, Ophrys bertolonii, varie orchidee del genere Orchis, come O. ustulata, O. tridentata, O. Orchis ustulata e Barlia robertiana. Tra le altre specie vegetali rare o protette si possono ricordare Aphyllanthes monspeliensis (afillante di Montpellier) e Globularia alypium (vedovella cespugliosa).

## Fauna

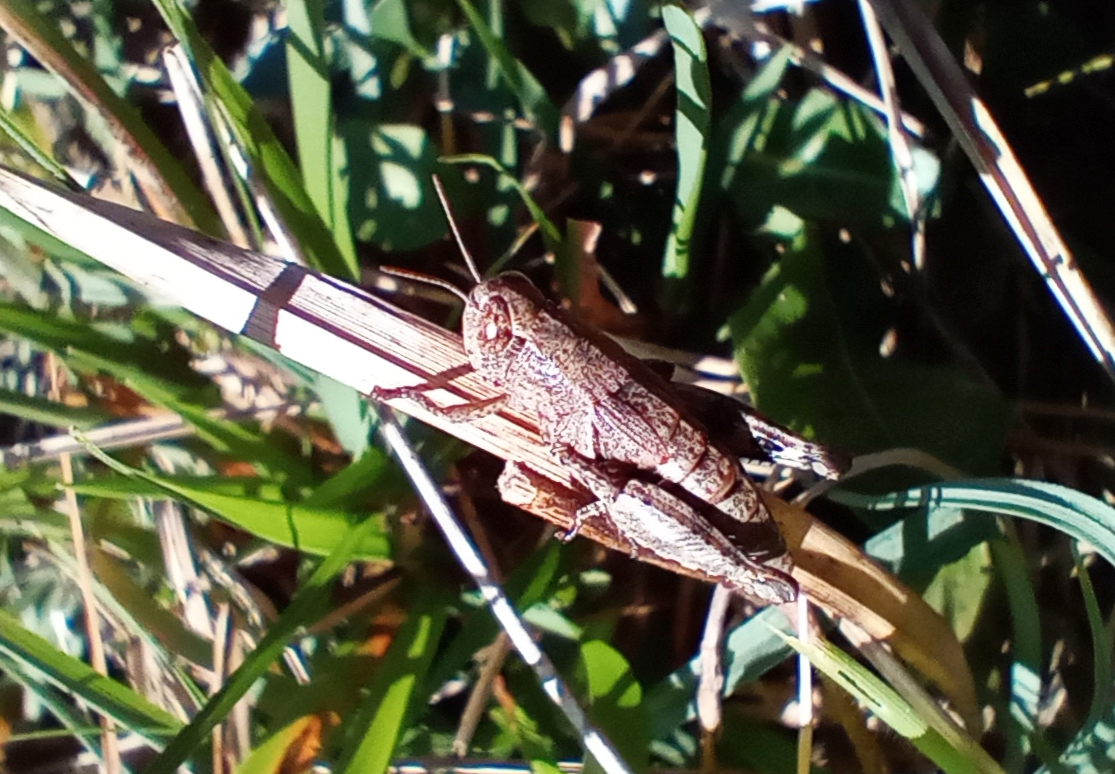
L'acridide Pezotettix giornae

La fauna si caratterizza per una variegata presenza di uccelli. È segnalato nel SIC anche Malpolon monspessulanus (colubro lacertino)

## Piano di gestione
Il piano di gestione della ZSC prevede l'esecuzione diretta da parte dell'ente pubblico o l'incentivazione di varie attività per favorire il mantenimento della biodiversità dell'area, evitare o mitigare gli impatti negativi dell'azione antropica su flora, fauna e paesaggio, consentire una fruizione corretta da parte dei visitatori e monitorare l'evoluzione delle caratteristiche ecologiche dell'area protetta. È inoltre prevista la riqualificazione di alcune aree e manufatti di proprietà regionale e delle formazioni forestali presenti.